# 타히니빵
타히니빵(tahini+pão)은 서아시아와 캅카스, 남동유럽의 페이스트리이다. 키프로스에서 길거리 음식으로 흔히 먹는다.

## 이름
- 그리스: 타히노피타(그리스어: ταχινόπιτα)
- 아르메니아: 타히노브 하츠(아르메니아어: թահինով հաց)
- 키프로스: 타시노피타(그리스어: ταχινόπιτα), 타흔르(튀르키예어: tahınlı)
- 튀르키예: 타힌리 최레크(튀르키예어: tahinli çörek), 타힌리(튀르키예어: tahinli)

## 같이 보기
- 스위트 롤